# Trollegater
Trollegater är ett naturreservat, beläget 8 km väster om Rimforsa i Kinda kommun i Östergötland. I reservatet finns grillhus, informationsskyltar, dass och vandringsled. Östgötaleden passerar förbi Trollegater. Området är omgivet av barrskog och är skyddat för sina unika urbergsgrottor. Reservatet förvaltas av Länsstyrelsen Östergötland.

## Grottor

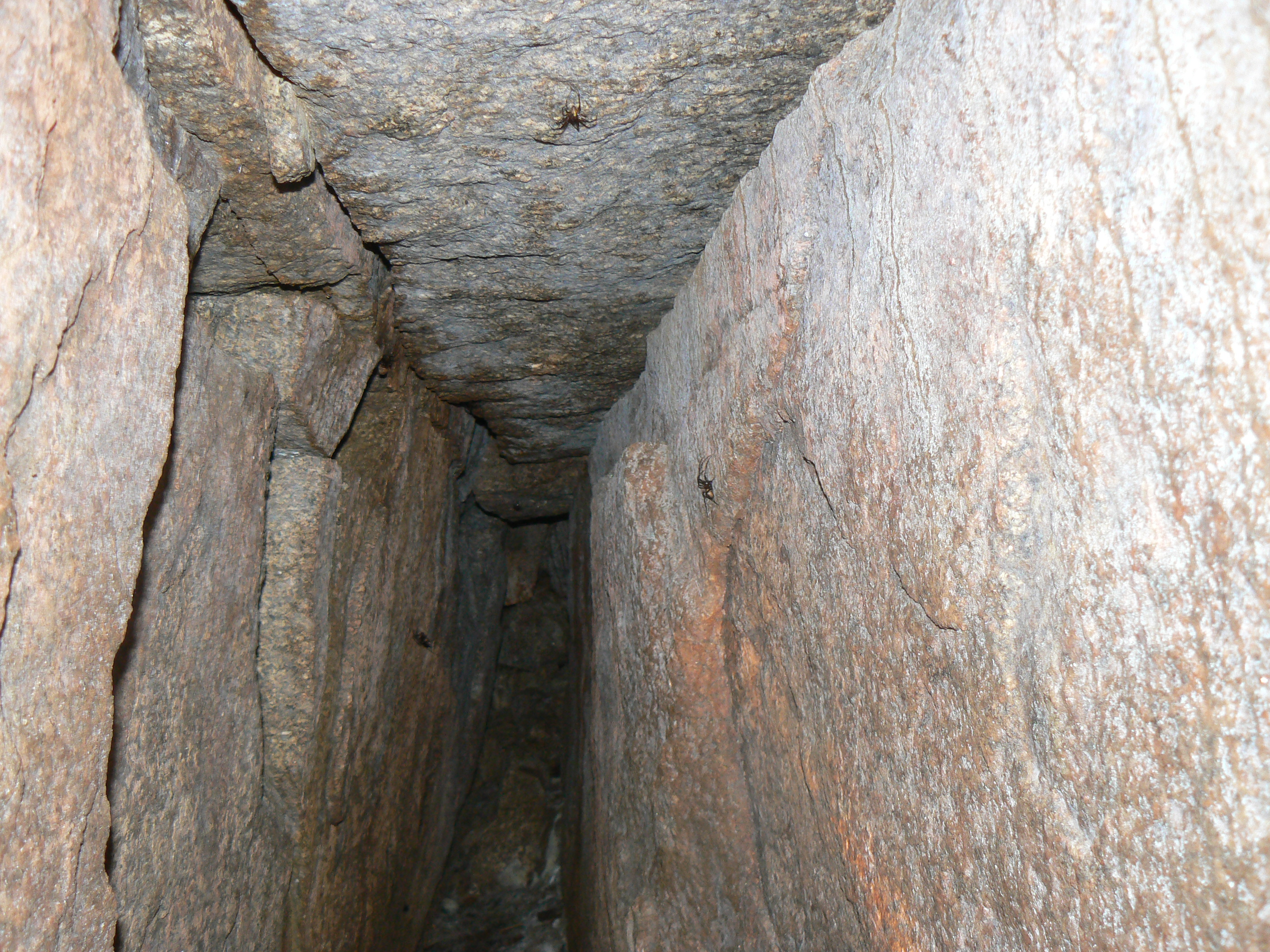
En av de innersta Trollegatergrottorna. På väggen och i taket kryper källarspindlar.

I Trollegater finns ett antal urbergsgrottor. Den längsta är en U-formad gång med en totallängd på drygt 140 meter (inklusive sidogångar) och ett djup på drygt 5 meter. Utöver den finns ytterligare ett antal grottor av olika längd och djup; sex av dem brukar anses möjliga att besöka för allmänheten.
Trollegatergrottorna, vilka tillhör Sveriges största urbergsgrottor, har i likhet med den 8 km västerut belägna Solltorpsgrottan bildats genom att berget spruckit av spänningar i samband med att inlandsisen drog sig tillbaka.
Enligt folksägnen från förr bodde det troll i den största av grottorna.